# Francisco García Solsona
Francisco García Solsona (Villarreal, Castellón, España, 7 de diciembre de 1992), conocido como Fran García, es un futbolista español. Juega de defensa en el Anorthosis Famagusta de la Primera División de Chipre.

## Trayectoria
Se formó futbolísticamente en las categorías inferiores del Villarreal Club de Fútbol. En la temporada 2013-14, en el filial amarillo disputó un total de 34 partidos, erigiéndose en uno de los pilares del equipo.
En 2014 firmó con el Albacete Balompié por dos temporadas. En la primera de ellos regresó al Villarreal C. F. "B" como cedido.
En 2018, tras jugar en el Club de Fútbol Fuenlabrada, volvió al Albacete Balompié firmando por una temporada con opción a otra en su regreso a la entidad manchega.
El 10 de julio de 2021 se unió a la disciplina del Burgos C. F. para formar parte de la plantilla que competiría en Segunda Divsión. Participó en 48 encuentros en dos años y, tras no aceptar la oferta de renovación, en junio de 2023 decidió marcharse a Chipre para jugar en el Anorthosis Famagusta.

## Clubes
| Club                          | País   | Año       |
| ----------------------------- | ------ | --------- |
| Villarreal C. F. "C"          | España | 2009-2012 |
| Villarreal C. F. "B"          | España | 2012-2014 |
| Albacete Balompié             | España | 2014-2016 |
| Villarreal C. F. "B" (cedido) | España | 2015      |
| C. F. Fuenlabrada             | España | 2016-2018 |
| Albacete Balompié             | España | 2018-2021 |
| Burgos C. F.                  | España | 2021-2023 |
| Anorthosis Famagusta          | Chipre | 2023-     |